# Villedieu (Vaucluse)
 Villedieu  es una población y comuna francesa, en la región de Provenza-Alpes-Costa Azul, departamento de Vaucluse, en el distrito de Carpentras y cantón de Vaison-la-Romaine.
Está integrada en la Communauté de communes du Pays de Sault.

## Demografía
| 442 | 472 | 438 | 480 | 548 | 512 |
| Para los censos de 1962 a 1999 la población legal corresponde a la población sin duplicidades (Fuente: INSEE [Consultar]) |     |     |     |     |     |

## Personajes vinculados
- Xavier Vallat (1891-1971), político francés, nació en Villedieu.